# Pleurobrachia bachei
Pleurobrachia bachei is een ribkwal uit de familie Pleurobrachiidae. 
De wetenschappelijke naam van de soort werd in 1860 al genoemd maar pas in 1865 voor het eerst geldig gepubliceerd door Alexander Agassiz.